# 東方美人茶

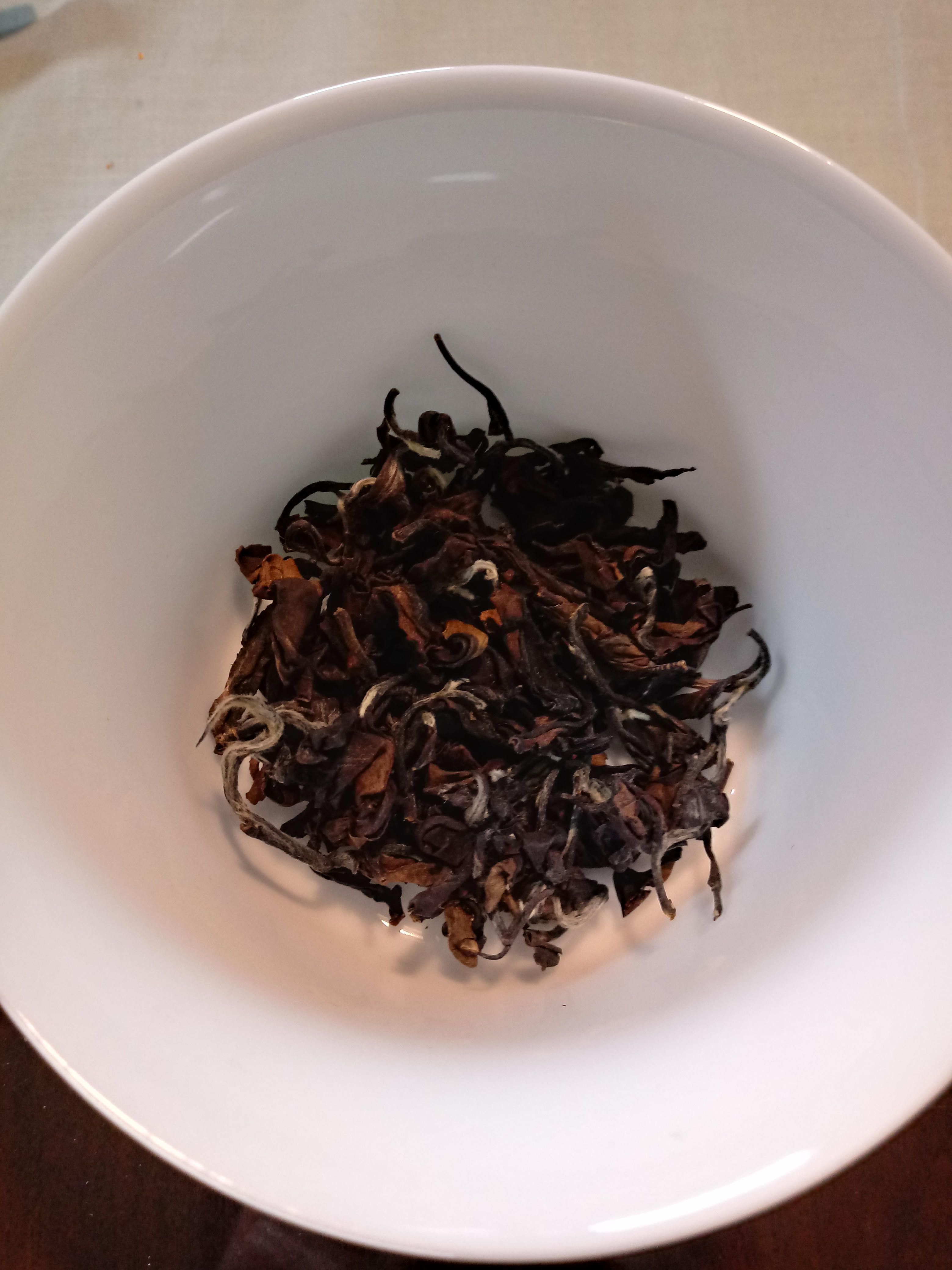
东方美人茶

東方美人茶，又名膨風茶、椪風茶、福壽茶、舊稱番庄烏龍，客家人亦稱其為冰風茶、煙風茶或稱為蜒仔茶，又因其茶芽白毫顯著，又名為白毫烏龍茶。是部分發酵烏龍茶中，發酵程度較重的茶品。臺灣茶業改良場公佈的發酵度為60%，新竹、苗栗地區茶農所製的發酵度則多達75－85%，使兒茶素幾乎一半以上半氧化，故不會產生任何「生菁臭」、「臭菁味」，且不苦不澀。茶湯顏色會依照烘培程度不一，而程現深淺不同的色澤，無法憑色澤判斷是否為東方美人茶，而是要看茶葉本身是否有小綠蟬食用的過程，主要產地在台灣的新竹、苗栗一帶，坪林，鹿谷一帶也有產出東方美人茶，且品質更勝低海拔的東方美人茶。適合製作東方美人茶的茶種有「青心大冇」、「青心烏龍」、「白毛猴」、「慢種」、「台茶12號」、「台茶15號」、「台茶17號」，其中以「青心烏龍」品質最佳。如今，東方美人茶的採收必須在炎夏六、七月，農曆芒種至大暑間，即端午節前後10天，茶樹嫩芽經小綠葉蟬（小綠浮塵子（臺灣客家語）；蝝仔（台灣閩南語：iân-á ）吸食後長成之茶芽，稱為「著蝝（台灣閩南語：tio̍h-iân）」的茶菁，茶葉品質的好壞決定在「著蝝」的程度。由於揉茶過程不同，外觀可分爲球型，以及條型，尤其球型爲現在的趨勢，經手工採摘一心一葉為最高級，一心二葉次之，再以傳統技術精製而成高級烏龍茶，製茶過程的特點是：炒菁後，需多一道以布包裹，置入竹簍或鐵桶內的「靜置回潤」或稱「回軟」的二度發酵程序，再進行揉捻、解塊、烘乾而製成毛茶。再經分級、精製焙火、包裝。茶葉白毫肥大，葉身呈白、綠、黃、紅、褐五色相間；有濃濃的蜂蜜香、熟果味；東方美人茶講求的是韻味，深紅琥珀茶湯表示經過深烘培，帶微火味
淺色琥珀色是原茶湯，帶天然蜜香 ；西方飲茶人士譽之為東方美人（Oriental Beauty）。
東方美人茶獨特的熟果香和蜂蜜香氣，來自小綠葉蟬的叮咬而產生，因而茶園若要吸引小綠葉蟬群聚，那就絕對不能噴灑任何殺蟲農藥。

## 命名由來

### 膨風茶
東方美人茶原稱膨風茶。相傳早期有一茶農因茶園受蟲害侵食，不甘損失，乃挑至城中販售，沒想到竟因風味特殊而大受歡迎，洋行全數收購。回鄉後茶農向鄉人提及此事，竟被指為「膨風」（臺灣客家語：pong fungˊ 。「吹牛」之意）。民國72年苗栗早期稱東方美人茶為福壽茶，福壽茶為當時副總統謝東閔所取，之後再改為椪風茶。

### 東方美人茶
「東方美人茶」一名來由有兩個傳說：
- 相傳百年前，英國茶商將此茶呈獻英國維多利亞女王，由於沖泡後，其外觀艷麗，猶如絕色美人漫舞在水晶杯中，品嘗後，女王讚不絕口而賜名「東方美人」。[6]

- 傳說是1960年左右，膨風茶在英國舉辦的世界食物博覽會上得銀牌獎，而獻給英國女王伊麗莎白二世品嘗。女王品嘗後，讚不絕口，賜名「東方美人茶」。

### 其它名由
- 膨風茶的茶湯內加一滴白蘭地酒，風味更佳，深受歐美人士喜愛，而被稱為「香檳烏龍」。

- 早期膨風茶的毛茶運抵大稻埕茶棧，出口前，需在「番庄館」再經過一道烘焙與揀茶的精製過程，故舊稱為「番庄烏龍」。

## 主要產地及茶種
臺灣現有桃園市、新竹縣、苗栗縣及新北市坪林、石碇、南投區鹿谷三大東方美人茶產區，包裝上的名稱各地皆不同。
產於新竹縣北埔鄉，名「膨風茶」或「椪風茶」；產於新竹縣峨眉鄉，名「東方美人茶」；產於苗栗縣頭份市、頭屋鄉、三灣鄉，則沿用舊稱「番庄烏龍」；石碇地區則以「石碇美人茶」或「文山椪風茶」做為對外推廣的名稱；坪林產區自古則稱為「紅茶」，當然這邊指的還是東方美人茶。
茶種方面，桃園、新竹及苗栗產區以「青心大冇」為主要生產茶種，坪林、石碇，鹿谷則以「青心烏龍」為主。坪林少量的「白毛猴」用於製作東方美人茶具有白毫明顯、毫味濃郁的特色，是優良的東方美人茶原料。

## 沖泡法
- 熱沖泡：選擇傳熱、散熱快的沖泡器，以瓷壺較佳。水溫不宜過高，80-95℃為宜。
- 冷沖泡：10克茶葉泡600毫升常溫的水，冷藏8至12小時後可飲用。

## 相關活動
苗栗縣政府每年7月上旬會定期舉辦「東方美人茶評鑑比賽」、每年12月上旬會定期舉辦「冬季東方美人茶評鑑比賽」
促銷地方產業。新竹縣政府每年6、7月間會定期在北埔鄉或峨眉鄉舉辦「東方美人茶（膨風茶）優良茶評鑑」，每年11、12月間舉辦「冬季東方美人茶（膨風茶）優良茶評鑑」，擴大宣導東方美人茶（膨風茶），並將本特色茶予以分級包裝，以提供消費者選購保障，提高農特產品銷售量，增加茶農收益。

## 相關作品
- 東方美人（黃義，2010年11月；長篇小說）